# Shaun Toub
Shaun Toub (født 6. april 1963 i Tehran i Iran) er en Iransk-amerikanskfilm og tv-skuespiller. Han er muligvis bedste kendt for sine rolle som Farhad i filmen Crash fra 2004, Yinsen i Iron Man og for sin rolle som Rahim Khan i filmen Drageløberen.
Hans filmografi inkluderer hans mindeværdige optrædener i Michael Bay's Bad Boys (1995) med Will Smith og Martin Lawrence, John Woos Broken Arrow med John Travolta og Christian Slater, Mick Jacksons Live from Baghdad med Michael Keaton og Helena Bonham Carter for HBO, og Path to Paradise med Peter Gallagher, Marcia Gay Harden også for HBO.